# Solo o en compañía de otros
Solo o en compañía de otros es el vigésimo segundo álbum del cantante español Miguel Ríos, lanzado al público el 4 de noviembre de 2008 por RTVE en asociación con el sello DRO. 
Está compuesto de catorce canciones, tres de ellas originales (dos inéditas pero solo una creada especialmente para el disco), ocho pertenecientes a otros álbumes y tres que Miguel Ríos deseaba versionar.
Tanto la portada como el resto de imágenes del álbum —a excepción de la de Miguel Ríos— están relacionadas con la carretera, muy importante en la vida de Miguel Ríos, según sus propias palabras. La fotografías y el diseño del álbum fueron llevadas a cabo por Thomas Canet, Sofía Prestes y Ana Maynero.

## Lista de canciones
1. "Memorias de la carretera" - 4:36
  - Canción original de este álbum, con música de Carlos Raya y letra de Miguel Ríos.
2. "En el ángulo muerto" - 3:36
  - Tema de José Ignacio Lapido perteneciente al álbum Cartografía.
3. "Restos de stock" - 3:19
  - Tema inédito, compuesto por Quique González.
4. "Bajo la lluvia" - 4:10
  - Tema de Quique González perteneciente al álbum Salitre 48.
5. "Donde pongo la vida pongo el fuego" - 5:46
  - Canción de Pedro Guerra sobre un soneto de Ángel González, perteneciente a La palabra en el aire.
6. "Princesa" - 3:22
  - Tema de Joaquín Sabina y J. A. Muriel.
7. "Lo siento, Frank" - 3:50
  - Tema de Ariel Rot.
8. "Es difícil olvidar" - 4:17
  - Tema de Los Ángeles escrito por Alfonso González "Poncho" y José Luis Avellaneda.
9. "Te lo dije" - 4:45
  - Tema de Quique González.
10. "Subsuelo" - 4:55
  - Tema inédito, de Jorge Salán y Miguel Ríos.
11. "Oda a la tristeza" - 3:52
  - Poema de Pablo Neruda con música de Carlos del Amo, de We Are Balboa.
12. "Ojos de gata" - 3:34
  - Tema de Enrique Urquijo y Joaquín Sabina.
13. "Mía" - 3:32
  - Tema de Los Rebeldes escrito por Carlos Segarra perteneciente al álbum Rebeldes y rebeldes.
14. "Gran Vía" - 4:10
  - Tema de Antonio Flores.

## Músicos participantes
| - Luis Prado: piano, sintetizador, Hammond - Danny Griffin: batería - Carlos Raya: guitarra eléctrica, sintetizador - Paco Tamarit: guitarra, guitarra eléctrica - Miguel Blanco: arreglo de vientos - Raúl Gil: trompeta - Román Filu: saxofón alto - Jaime Muela: saxofón tenor - Roberto Pacheco: trombón - Txetxu Altube: coros, guitarra acústica - Mau Carrera: coros - José Nortes: guitarra, guitarra acústica, coros, Harmonium - Lúa Ríos: coros - Alejandro Climent: bajo - César Araque: percusión - Javi Pedreira: guitarra - Eduardo Ortega: violín - Willy Planas: violonchelo - Paco Bastante: bajo, coros - Gonzalo Lasheras: guitarra eléctrica y acústica - Tito Dávila: teclados, piano, coros - Ricardo Marín: guitarra eléctrica, coros - Candy Avelló: bajo | - Nerea Nekan: coros - Carlos Rossi: trompeta - Raúl Marqués: trompeta - Norman Hogue: trombón - Guillermo Báez: trombón - Kevin Robb: saxofón alto - Iñaki Araquistáin: saxofón tenor - Sergio Bienzobas: saxofón barítono - Víctor Lapido: guitarra - Popi González: batería - Antonio Arias: bajo - Pablo G.: guitarra - Ángela Urtoller: violín - María Victoria Hernández: violín - Quique González: voz, guitarra acústica - David Gwynn: guitarra eléctrica - Jacob Reguilón: bajo - Toni Jurado: batería - Joserra Senperena: acordeón - Jorge Salán: guitarra, coros - Roberto Jabonero: violín, arreglos de cuerda - Fernando Mainer: contrabajo - Carlos Segarra: voz | - Javi Díez: teclados, piano - Carlos del Amo: guitarra - Marcelo Fuentes: bajo - Vicente Climent: batería - Álvaro Urquijo: guitarra acústica - Ramón Arroyo: guitarra acústica - Jesús Redondo: piano, teclados - Juanjo Ramos: bajo - Santi Fernández: batería - Santiago Campillo: guitarra - Jorge Rebenaque: piano - Josep Gomáriz: trompeta - Pere Enguix: trombón - Jaume Badrenas: saxofón tenor - Dani Nel·lo: saxofón barítono - Alfonso Mújica: contrabajo - Ángel Celada: batería - Pepe Cantó: percusión - John Parsons: guitarra - Alfonso Pérez: teclados - Moisés Porro: percusión - Cecilia Blanco: coros |